# Nokere Koerse féminine 2021
Pour la course masculine, voir Nokere Koerse 2021.
La 2e édition de la Nokere Koerse féminine a lieu le 17 mars 2021. La course fait partie du calendrier international féminin UCI 2021 en catégorie 1.Pro. Elle est remportée par la Néerlandaise Amy Pieters.

## Présentation

### Équipes
| UCI Women's WorldTeams (9)- Alé BTC Ljubljana - Canyon-SRAM Racing - FDJ-Nouvelle Aquitaine-Futuroscope - Liv Racing - Movistar Team - SD Worx - Team BikeExchange - Team DSM - Trek-Segafredo Équipes féminines continentales (11)- Bingoal Casino-Chevalmeire - Ceratizit-WNT Pro Cycling - Doltcini-Van Eyck Sport-Proximus - Drops-Le col - Lotto Soudal Ladies - Multum Accountants - NXTG Racing - Parkhotel Valkenburg - Jumbo-Visma - Tibco-Silicon Valley Bank - Valcar-Travel & Service |
| |

## Récit de la course
À cinquante kilomètres de l'arrivée, Grace Brown attaque. Elle est suivie par Amy Pieters et Lisa Klein. Le peloton est mené par la Trek-Segafredo et l'écart se maintient aux alentours de trente secondes. L'échappée parvient néanmoins à résister et à se disputer la victoire. Au sprint, Amy Pieters s'impose. Lotte Kopecky règle le sprint du peloton.

## Classements

### Classement final
| \| Classement général \| Classement général \| Classement général \| Classement général \| Classement général \| \| Coureuse \| Coureuse \| Pays \| Équipe \| Temps \| \| ------------------ \| ------------------------- \| ------------------ \| ------------------------- \| ------------------ \| \| 1re \| Amy Pieters \| Pays-Bas \| SD Worx \| 3 h 13 min 53 s \| \| 2e \| Grace Brown \| Australie \| Team BikeExchange \| + 0 s \| \| 3e \| Lisa Klein \| Allemagne \| Canyon-SRAM Racing \| + 4 s \| \| 4e \| Lotte Kopecky \| Belgique \| Liv Racing \| + 20 s \| \| 5e \| Jolien D'Hoore \| Belgique \| SD Worx \| + 20 s \| \| 6e \| Lorena Wiebes \| Pays-Bas \| Team DSM \| + 20 s \| \| 7e \| Maria Giulia Confalonieri \| Italie \| Ceratizit-WNT Pro Cycling \| + 20 s \| \| 8e \| Emma Norsgaard \| Danemark \| Movistar Team \| + 20 s \| \| 9e \| Marta Bastianelli \| Italie \| Alé BTC Ljubljana \| + 20 s \| \| 10e \| Christine Majerus \| Luxembourg \| SD Worx \| + 23 s \| |                           |            |                           |                 |
| |                           |            |                           |                 |
| Sources : ProCyclingStats Cycling Quotient |                           |            |                           |                 |
| Classement général |                           |            |                           |                 |
| Coureuse | Coureuse                  | Pays       | Équipe                    | Temps           |
| 1re | Amy Pieters               | Pays-Bas   | SD Worx                   | 3 h 13 min 53 s |
| 2e | Grace Brown               | Australie  | Team BikeExchange         | + 0 s           |
| 3e | Lisa Klein                | Allemagne  | Canyon-SRAM Racing        | + 4 s           |
| 4e | Lotte Kopecky             | Belgique   | Liv Racing                | + 20 s          |
| 5e | Jolien D'Hoore            | Belgique   | SD Worx                   | + 20 s          |
| 6e | Lorena Wiebes             | Pays-Bas   | Team DSM                  | + 20 s          |
| 7e | Maria Giulia Confalonieri | Italie     | Ceratizit-WNT Pro Cycling | + 20 s          |
| 8e | Emma Norsgaard            | Danemark   | Movistar Team             | + 20 s          |
| 9e | Marta Bastianelli         | Italie     | Alé BTC Ljubljana         | + 20 s          |
| 10e | Christine Majerus         | Luxembourg | SD Worx                   | + 23 s          |

### Points UCI
| Position           | 1er | 2e  | 3e  | 4e  | 5e | 6e | 7e | 8e | 9e | 10e | 11e | 12e | 13e | 14e | 15e | 16e à 25e |
| Classement général | 200 | 150 | 125 | 100 | 85 | 70 | 60 | 50 | 40 | 35  | 30  | 25  | 20  | 15  | 10  | 5         |

## Liste des participants
| Légende | Légende                                                                    | Légende | Légende                                                    |
| ------- | -------------------------------------------------------------------------- | ------- | ---------------------------------------------------------- |
| Num     | Dossard de départ porté par le coureur sur cette Nokere Koerse voor Dames  | Pos     | Position à l'arrivée de la course                          |
|         | Indique un maillot de champion national ou mondial, suivi de sa spécialité | NP      | Indique un coureur qui n'a pas pris le départ de la course |
| AB      | Indique un coureur qui n'a pas terminé la course                           | HD      | Indique un coureur qui a terminé la course hors des délais |

| Team DSM DSM | Team DSM DSM           | Team DSM DSM |
| ------------ | ---------------------- | ------------ |
| Num          | Coureuse               | Pos          |
| 1            | Lorena Wiebes (NED)    | 5e           |
| 2            | Pfeiffer Georgi (GBR)  | AB           |
| 3            | Leah Kirchmann (CAN)   | AB           |
| 4            | Franziska Koch (GER)   | 49e          |
| 5            | Floortje Mackaij (NED) | 33e          |
| 6            | Susanne Andersen (NOR) | AB           |

| Team BikeExchange BEX | Team BikeExchange BEX       | Team BikeExchange BEX |
| --------------------- | --------------------------- | --------------------- |
| Num                   | Coureuse                    | Pos                   |
| 11                    | Jessica Allen (AUS)         | AB                    |
| 12                    | Grace Brown (AUS)           | 2e                    |
| 13                    | Arianna Fidanza (ITA)       | 14e                   |
| 14                    | Jessica Roberts (GBR)       | AB                    |
| 15                    | Sarah Roy (AUS)             | 34e                   |
| 16                    | Amanda Spratt (AUS) (route) | AB                    |

| SD Worx SDW | SD Worx SDW                     | SD Worx SDW |
| ----------- | ------------------------------- | ----------- |
| Num         | Coureuse                        | Pos         |
| 21          | Jolien D'Hoore (BEL)            | 6e          |
| 22          | Karol-Ann Canuel (CAN)          | AB          |
| 23          | Roxane Fournier (FRA)           | 27e         |
| 24          | Christine Majerus (LUX) (route) | 10e         |
| 25          | Amy Pieters (NED)               | 1re         |
| 26          | Lonneke Uneken (NED)            | 13e         |

| Canyon-SRAM Racing CSR | Canyon-SRAM Racing CSR | Canyon-SRAM Racing CSR |
| ---------------------- | ---------------------- | ---------------------- |
| Num                    | Coureuse               | Pos                    |
| 31                     | Alice Barnes (GBR)     | 18e                    |
| 32                     | Elise Chabbey (SUI)    | AB                     |
| 33                     | Tiffany Cromwell (AUS) | 29e                    |
| 34                     | Lisa Klein (GER)       | 3e                     |
| 35                     | Hannah Ludwig (GER)    | AB                     |
| 36                     | Alexis Magner (USA)    | 21e                    |

| Movistar Team MOV | Movistar Team MOV            | Movistar Team MOV |
| ----------------- | ---------------------------- | ----------------- |
| Num               | Coureuse                     | Pos               |
| 41                | Emma Norsgaard (DEN) (route) | 8e                |
| 42                | Aude Biannic (FRA)           | AB                |
| 43                | Jelena Erić (SRB)            | 45e               |
| 44                | Alicia González (ESP)        | AB                |
| 45                | Barbara Guarischi (ITA)      | AB                |
| 46                | Sheyla Gutiérrez (ESP)       | AB                |

| Liv Racing LIV | Liv Racing LIV              | Liv Racing LIV |
| -------------- | --------------------------- | -------------- |
| Num            | Coureuse                    | Pos            |
| 51             | Lotte Kopecky (BEL) (route) | 4e             |
| 52             | Valerie Demey (BEL)         | 47e            |
| 53             | Alison Jackson (CAN)        | 32e            |
| 54             | Marta Jaskulska (POL)       | 46e            |
| 56             | Evy Kuijpers (NED)          | 43e            |

| Trek-Segafredo TFS | Trek-Segafredo TFS                | Trek-Segafredo TFS |
| ------------------ | --------------------------------- | ------------------ |
| Num                | Coureuse                          | Pos                |
| 61                 | Audrey Cordon-Ragot (FRA) (route) | AB                 |
| 62                 | Amalie Dideriksen (DEN)           | 16e                |
| 63                 | Lauretta Hanson (AUS)             | 51e                |
| 64                 | Chloe Hosking (AUS)               | 50e                |
| 65                 | Shirin van Anrooij (NED)          | AB                 |
| 66                 | Trixi Worrack (GER)               | AB                 |

| Alé BTC Ljubljana ALE | Alé BTC Ljubljana ALE     | Alé BTC Ljubljana ALE |
| --------------------- | ------------------------- | --------------------- |
| Num                   | Coureuse                  | Pos                   |
| 71                    | Marta Bastianelli (ITA)   | 9e                    |
| 72                    | Maaike Boogaard (NED)     | 35e                   |
| 73                    | Eugenia Bujak (SLO)       | 23e                   |
| 74                    | Alessia Patuelli (ITA)    | AB                    |
| 75                    | Urša Pintar (SLO) (route) | AB                    |

| FDJ-Nouvelle Aquitaine-Futuroscope FDJ | FDJ-Nouvelle Aquitaine-Futuroscope FDJ | FDJ-Nouvelle Aquitaine-Futuroscope FDJ |
| -------------------------------------- | -------------------------------------- | -------------------------------------- |
| Num                                    | Coureuse                               | Pos                                    |
| 81                                     | Victorie Guilman (FRA)                 | AB                                     |
| 82                                     | Eugénie Duval (FRA)                    | 15e                                    |
| 83                                     | Emilia Fahlin (SWE)                    | 11e                                    |
| 84                                     | Maëlle Grossetête (FRA)                | 19e                                    |
| 85                                     | Lauren Kitchen (AUS)                   | AB                                     |
| 86                                     | Jade Wiel (FRA)                        | AB                                     |

| Tibco-Silicon Valley Bank TIB | Tibco-Silicon Valley Bank TIB | Tibco-Silicon Valley Bank TIB |
| ----------------------------- | ----------------------------- | ----------------------------- |
| Num                           | Coureuse                      | Pos                           |
| 91                            | Eva Buurman (NED)             | 25e                           |
| 93                            | Tanja Erath (GER)             | AB                            |
| 94                            | Nina Kessler (NED)            | AB                            |
| 95                            | Kristen Faulkner (USA)        | 31e                           |
| 96                            | Eri Yonamine (JPN)            | 28e                           |
| 97                            | Leah Dixon (GBR)              | AB                            |

| Ceratizit-WNT Pro Cycling WNT | Ceratizit-WNT Pro Cycling WNT   | Ceratizit-WNT Pro Cycling WNT |
| ----------------------------- | ------------------------------- | ----------------------------- |
| Num                           | Coureuse                        | Pos                           |
| 101                           | Laura Asencio (FRA)             | AB                            |
| 102                           | Franziska Brauße (GER)          | AB                            |
| 103                           | Maria Giulia Confalonieri (ITA) | 7e                            |
| 104                           | Julie Norman Leth (DEN)         | 24e                           |
| 105                           | Sarah Rijkes (AUT)              | AB                            |
| 106                           | Lea Lin Teutenberg (GER)        | AB                            |

| Jumbo-Visma Women Team TJV | Jumbo-Visma Women Team TJV | Jumbo-Visma Women Team TJV |
| -------------------------- | -------------------------- | -------------------------- |
| Num                        | Coureuse                   | Pos                        |
| 111                        | Nancy van der Burg (NED)   | 20e                        |
| 112                        | Anna Henderson (GBR)       | AB                         |
| 113                        | Romy Kasper (GER)          | 30e                        |
| 115                        | Pernille Mathiesen (DEN)   | AB                         |
| 116                        | Karlijn Swinkels (NED)     | 17e                        |

| Valcar-Travel & Service VAL | Valcar-Travel & Service VAL | Valcar-Travel & Service VAL |
| --------------------------- | --------------------------- | --------------------------- |
| Num                         | Coureuse                    | Pos                         |
| 121                         | Elisa Balsamo (ITA)         | 12e                         |
| 122                         | Chiara Consonni (ITA)       | 48e                         |
| 123                         | Eleonora Gasparrini (ITA)   | 41e                         |
| 124                         | Vittoria Guazzini (ITA)     | 38e                         |
| 125                         | Silvia Persico (ITA)        | AB                          |
| 126                         | Margaux Vigié (FRA)         | AB                          |

| Lotto Soudal Ladies LSL | Lotto Soudal Ladies LSL  | Lotto Soudal Ladies LSL |
| ----------------------- | ------------------------ | ----------------------- |
| Num                     | Coureuse                 | Pos                     |
| 131                     | Danique Braam (NED)      | AB                      |
| 132                     | Alana Castrique (BEL)    | AB                      |
| 133                     | Lone Meertens (BEL)      | AB                      |
| 134                     | Hanna Nilsson (SWE)      | 42e                     |
| 135                     | Elise vander Sande (BEL) | AB                      |
| 136                     | Jesse Vandenbulcke (BEL) | 22e                     |

| Drops-Le Col DRP | Drops-Le Col DRP        | Drops-Le Col DRP |
| ---------------- | ----------------------- | ---------------- |
| Num              | Coureuse                | Pos              |
| 141              | Elizabeth Bennett (GBR) | AB               |
| 142              | Emilie Moberg (NOR)     | AB               |
| 143              | Elise Marie Olsen (NOR) | AB               |
| 144              | Finja Smekal (GER)      | AB               |
| 145              | April Tacey (GBR)       | AB               |
| 146              | Alice Towers (GBR)      | AB               |

| Parkhotel Valkenburg PHV | Parkhotel Valkenburg PHV  | Parkhotel Valkenburg PHV |
| ------------------------ | ------------------------- | ------------------------ |
| Num                      | Coureuse                  | Pos                      |
| 151                      | Mischa Bredewold (NED)    | AB                       |
| 152                      | Femke Markus (NED)        | AB                       |
| 153                      | Marit Raaijmakers (NED)   | AB                       |
| 155                      | Amber van der Hulst (NED) | 37e                      |

| NXTG Racing NXG | NXTG Racing NXG            | NXTG Racing NXG |
| --------------- | -------------------------- | --------------- |
| Num             | Coureuse                   | Pos             |
| 161             | Rozemarijn Ammerlaan (NED) | AB              |
| 162             | Cathalijne Hoolwerf (NED)  | AB              |
| 163             | Julia Borgström (SWE)      | AB              |
| 164             | Amelia Sharpe (GBR)        | AB              |
| 165             | Catalina Soto (CHI)        | 44e             |
| 166             | Emily Wadsworth (GBR)      | AB              |

| Doltcini-Van Eyck-Proximus DVE | Doltcini-Van Eyck-Proximus DVE      | Doltcini-Van Eyck-Proximus DVE |
| ------------------------------ | ----------------------------------- | ------------------------------ |
| Num                            | Coureuse                            | Pos                            |
| 171                            | Mieke Docx (BEL)                    | AB                             |
| 172                            | Christina Schweinberger (AUT)       | AB                             |
| 173                            | Kathrin Schweinberger (AUT) (route) | 36e                            |
| 174                            | Nicole Steigenga (NED)              | 39e                            |
| 175                            | Marieke de Groot (NED)              | AB                             |
| 176                            | Bryony van Velzen (NED)             | 52e                            |

| Bingoal-Chevalmeire CCT | Bingoal-Chevalmeire CCT | Bingoal-Chevalmeire CCT |
| ----------------------- | ----------------------- | ----------------------- |
| Num                     | Coureuse                | Pos                     |
| 181                     | Nathalie Bex (BEL)      | AB                      |
| 182                     | Demi de Jong (NED)      | AB                      |
| 183                     | Thalita de Jong (NED)   | AB                      |
| 184                     | Claudia Jongerius (NED) | AB                      |
| 185                     | Justine Ghekiere (BEL)  | AB                      |
| 186                     | Natalie van Gogh (NED)  | AB                      |

| Multum Accountants MUL | Multum Accountants MUL  | Multum Accountants MUL |
| ---------------------- | ----------------------- | ---------------------- |
| Num                    | Coureuse                | Pos                    |
| 191                    | Marijke de Smedt (BEL)  | AB                     |
| 192                    | Lara Defour (BEL)       | AB                     |
| 193                    | Fien Delbaere (BEL)     | 40e                    |
| 194                    | Ann-Sophie Duyck (BEL)  | AB                     |
| 195                    | Céline van Houtum (NED) | AB                     |
| 196                    | Kylie Waterreus (NED)   | 26e                    |

| Team DSM DSM | Team DSM DSM           | Team DSM DSM |
| ------------ | ---------------------- | ------------ |
| Num          | Coureuse               | Pos          |
| 1            | Lorena Wiebes (NED)    | 5e           |
| 2            | Pfeiffer Georgi (GBR)  | AB           |
| 3            | Leah Kirchmann (CAN)   | AB           |
| 4            | Franziska Koch (GER)   | 49e          |
| 5            | Floortje Mackaij (NED) | 33e          |
| 6            | Susanne Andersen (NOR) | AB           |

| Team BikeExchange BEX | Team BikeExchange BEX       | Team BikeExchange BEX |
| --------------------- | --------------------------- | --------------------- |
| Num                   | Coureuse                    | Pos                   |
| 11                    | Jessica Allen (AUS)         | AB                    |
| 12                    | Grace Brown (AUS)           | 2e                    |
| 13                    | Arianna Fidanza (ITA)       | 14e                   |
| 14                    | Jessica Roberts (GBR)       | AB                    |
| 15                    | Sarah Roy (AUS)             | 34e                   |
| 16                    | Amanda Spratt (AUS) (route) | AB                    |

| SD Worx SDW | SD Worx SDW                     | SD Worx SDW |
| ----------- | ------------------------------- | ----------- |
| Num         | Coureuse                        | Pos         |
| 21          | Jolien D'Hoore (BEL)            | 6e          |
| 22          | Karol-Ann Canuel (CAN)          | AB          |
| 23          | Roxane Fournier (FRA)           | 27e         |
| 24          | Christine Majerus (LUX) (route) | 10e         |
| 25          | Amy Pieters (NED)               | 1re         |
| 26          | Lonneke Uneken (NED)            | 13e         |

| Canyon-SRAM Racing CSR | Canyon-SRAM Racing CSR | Canyon-SRAM Racing CSR |
| ---------------------- | ---------------------- | ---------------------- |
| Num                    | Coureuse               | Pos                    |
| 31                     | Alice Barnes (GBR)     | 18e                    |
| 32                     | Elise Chabbey (SUI)    | AB                     |
| 33                     | Tiffany Cromwell (AUS) | 29e                    |
| 34                     | Lisa Klein (GER)       | 3e                     |
| 35                     | Hannah Ludwig (GER)    | AB                     |
| 36                     | Alexis Magner (USA)    | 21e                    |

| Movistar Team MOV | Movistar Team MOV            | Movistar Team MOV |
| ----------------- | ---------------------------- | ----------------- |
| Num               | Coureuse                     | Pos               |
| 41                | Emma Norsgaard (DEN) (route) | 8e                |
| 42                | Aude Biannic (FRA)           | AB                |
| 43                | Jelena Erić (SRB)            | 45e               |
| 44                | Alicia González (ESP)        | AB                |
| 45                | Barbara Guarischi (ITA)      | AB                |
| 46                | Sheyla Gutiérrez (ESP)       | AB                |

| Liv Racing LIV | Liv Racing LIV              | Liv Racing LIV |
| -------------- | --------------------------- | -------------- |
| Num            | Coureuse                    | Pos            |
| 51             | Lotte Kopecky (BEL) (route) | 4e             |
| 52             | Valerie Demey (BEL)         | 47e            |
| 53             | Alison Jackson (CAN)        | 32e            |
| 54             | Marta Jaskulska (POL)       | 46e            |
| 56             | Evy Kuijpers (NED)          | 43e            |

| Trek-Segafredo TFS | Trek-Segafredo TFS                | Trek-Segafredo TFS |
| ------------------ | --------------------------------- | ------------------ |
| Num                | Coureuse                          | Pos                |
| 61                 | Audrey Cordon-Ragot (FRA) (route) | AB                 |
| 62                 | Amalie Dideriksen (DEN)           | 16e                |
| 63                 | Lauretta Hanson (AUS)             | 51e                |
| 64                 | Chloe Hosking (AUS)               | 50e                |
| 65                 | Shirin van Anrooij (NED)          | AB                 |
| 66                 | Trixi Worrack (GER)               | AB                 |

| Alé BTC Ljubljana ALE | Alé BTC Ljubljana ALE     | Alé BTC Ljubljana ALE |
| --------------------- | ------------------------- | --------------------- |
| Num                   | Coureuse                  | Pos                   |
| 71                    | Marta Bastianelli (ITA)   | 9e                    |
| 72                    | Maaike Boogaard (NED)     | 35e                   |
| 73                    | Eugenia Bujak (SLO)       | 23e                   |
| 74                    | Alessia Patuelli (ITA)    | AB                    |
| 75                    | Urša Pintar (SLO) (route) | AB                    |

| FDJ-Nouvelle Aquitaine-Futuroscope FDJ | FDJ-Nouvelle Aquitaine-Futuroscope FDJ | FDJ-Nouvelle Aquitaine-Futuroscope FDJ |
| -------------------------------------- | -------------------------------------- | -------------------------------------- |
| Num                                    | Coureuse                               | Pos                                    |
| 81                                     | Victorie Guilman (FRA)                 | AB                                     |
| 82                                     | Eugénie Duval (FRA)                    | 15e                                    |
| 83                                     | Emilia Fahlin (SWE)                    | 11e                                    |
| 84                                     | Maëlle Grossetête (FRA)                | 19e                                    |
| 85                                     | Lauren Kitchen (AUS)                   | AB                                     |
| 86                                     | Jade Wiel (FRA)                        | AB                                     |

| Tibco-Silicon Valley Bank TIB | Tibco-Silicon Valley Bank TIB | Tibco-Silicon Valley Bank TIB |
| ----------------------------- | ----------------------------- | ----------------------------- |
| Num                           | Coureuse                      | Pos                           |
| 91                            | Eva Buurman (NED)             | 25e                           |
| 93                            | Tanja Erath (GER)             | AB                            |
| 94                            | Nina Kessler (NED)            | AB                            |
| 95                            | Kristen Faulkner (USA)        | 31e                           |
| 96                            | Eri Yonamine (JPN)            | 28e                           |
| 97                            | Leah Dixon (GBR)              | AB                            |

| Ceratizit-WNT Pro Cycling WNT | Ceratizit-WNT Pro Cycling WNT   | Ceratizit-WNT Pro Cycling WNT |
| ----------------------------- | ------------------------------- | ----------------------------- |
| Num                           | Coureuse                        | Pos                           |
| 101                           | Laura Asencio (FRA)             | AB                            |
| 102                           | Franziska Brauße (GER)          | AB                            |
| 103                           | Maria Giulia Confalonieri (ITA) | 7e                            |
| 104                           | Julie Norman Leth (DEN)         | 24e                           |
| 105                           | Sarah Rijkes (AUT)              | AB                            |
| 106                           | Lea Lin Teutenberg (GER)        | AB                            |

| Jumbo-Visma Women Team TJV | Jumbo-Visma Women Team TJV | Jumbo-Visma Women Team TJV |
| -------------------------- | -------------------------- | -------------------------- |
| Num                        | Coureuse                   | Pos                        |
| 111                        | Nancy van der Burg (NED)   | 20e                        |
| 112                        | Anna Henderson (GBR)       | AB                         |
| 113                        | Romy Kasper (GER)          | 30e                        |
| 115                        | Pernille Mathiesen (DEN)   | AB                         |
| 116                        | Karlijn Swinkels (NED)     | 17e                        |

| Valcar-Travel & Service VAL | Valcar-Travel & Service VAL | Valcar-Travel & Service VAL |
| --------------------------- | --------------------------- | --------------------------- |
| Num                         | Coureuse                    | Pos                         |
| 121                         | Elisa Balsamo (ITA)         | 12e                         |
| 122                         | Chiara Consonni (ITA)       | 48e                         |
| 123                         | Eleonora Gasparrini (ITA)   | 41e                         |
| 124                         | Vittoria Guazzini (ITA)     | 38e                         |
| 125                         | Silvia Persico (ITA)        | AB                          |
| 126                         | Margaux Vigié (FRA)         | AB                          |

| Lotto Soudal Ladies LSL | Lotto Soudal Ladies LSL  | Lotto Soudal Ladies LSL |
| ----------------------- | ------------------------ | ----------------------- |
| Num                     | Coureuse                 | Pos                     |
| 131                     | Danique Braam (NED)      | AB                      |
| 132                     | Alana Castrique (BEL)    | AB                      |
| 133                     | Lone Meertens (BEL)      | AB                      |
| 134                     | Hanna Nilsson (SWE)      | 42e                     |
| 135                     | Elise vander Sande (BEL) | AB                      |
| 136                     | Jesse Vandenbulcke (BEL) | 22e                     |

| Drops-Le Col DRP | Drops-Le Col DRP        | Drops-Le Col DRP |
| ---------------- | ----------------------- | ---------------- |
| Num              | Coureuse                | Pos              |
| 141              | Elizabeth Bennett (GBR) | AB               |
| 142              | Emilie Moberg (NOR)     | AB               |
| 143              | Elise Marie Olsen (NOR) | AB               |
| 144              | Finja Smekal (GER)      | AB               |
| 145              | April Tacey (GBR)       | AB               |
| 146              | Alice Towers (GBR)      | AB               |

| Parkhotel Valkenburg PHV | Parkhotel Valkenburg PHV  | Parkhotel Valkenburg PHV |
| ------------------------ | ------------------------- | ------------------------ |
| Num                      | Coureuse                  | Pos                      |
| 151                      | Mischa Bredewold (NED)    | AB                       |
| 152                      | Femke Markus (NED)        | AB                       |
| 153                      | Marit Raaijmakers (NED)   | AB                       |
| 155                      | Amber van der Hulst (NED) | 37e                      |

| NXTG Racing NXG | NXTG Racing NXG            | NXTG Racing NXG |
| --------------- | -------------------------- | --------------- |
| Num             | Coureuse                   | Pos             |
| 161             | Rozemarijn Ammerlaan (NED) | AB              |
| 162             | Cathalijne Hoolwerf (NED)  | AB              |
| 163             | Julia Borgström (SWE)      | AB              |
| 164             | Amelia Sharpe (GBR)        | AB              |
| 165             | Catalina Soto (CHI)        | 44e             |
| 166             | Emily Wadsworth (GBR)      | AB              |

| Doltcini-Van Eyck-Proximus DVE | Doltcini-Van Eyck-Proximus DVE      | Doltcini-Van Eyck-Proximus DVE |
| ------------------------------ | ----------------------------------- | ------------------------------ |
| Num                            | Coureuse                            | Pos                            |
| 171                            | Mieke Docx (BEL)                    | AB                             |
| 172                            | Christina Schweinberger (AUT)       | AB                             |
| 173                            | Kathrin Schweinberger (AUT) (route) | 36e                            |
| 174                            | Nicole Steigenga (NED)              | 39e                            |
| 175                            | Marieke de Groot (NED)              | AB                             |
| 176                            | Bryony van Velzen (NED)             | 52e                            |

| Bingoal-Chevalmeire CCT | Bingoal-Chevalmeire CCT | Bingoal-Chevalmeire CCT |
| ----------------------- | ----------------------- | ----------------------- |
| Num                     | Coureuse                | Pos                     |
| 181                     | Nathalie Bex (BEL)      | AB                      |
| 182                     | Demi de Jong (NED)      | AB                      |
| 183                     | Thalita de Jong (NED)   | AB                      |
| 184                     | Claudia Jongerius (NED) | AB                      |
| 185                     | Justine Ghekiere (BEL)  | AB                      |
| 186                     | Natalie van Gogh (NED)  | AB                      |

| Multum Accountants MUL | Multum Accountants MUL  | Multum Accountants MUL |
| ---------------------- | ----------------------- | ---------------------- |
| Num                    | Coureuse                | Pos                    |
| 191                    | Marijke de Smedt (BEL)  | AB                     |
| 192                    | Lara Defour (BEL)       | AB                     |
| 193                    | Fien Delbaere (BEL)     | 40e                    |
| 194                    | Ann-Sophie Duyck (BEL)  | AB                     |
| 195                    | Céline van Houtum (NED) | AB                     |
| 196                    | Kylie Waterreus (NED)   | 26e                    |